# Erdődi Lajos
Erdődi Lajos (Forrai-Nagyiratos, 1902. augusztus 17. – Budapest, 1970. szeptember 17.) gyulai ügyvéd, szociáldemokrata politikus, a „nép ügyvédje”.
Nagy műveltségű, kitűnő felkészültségű ügyvéd volt. Bábáskodott a népi írók mozgalmának elindításánál. Tevékenyen részt vett a magyar (baloldali) agrárreform kidolgozásában, melynek gyakorlati megvalósításáért küzdött (minden fórumon, szervezetben) egész életében. Céljait mindenkor demokratikus módon, politikai, jogi eszközökkel kívánta elérni. Eszméit, népét soha nem tagadta meg, de – mivel mindig kora előtt járt – egyetlen politikai rendszerben sem volt elfogadott. Minden megpróbáltatást vállalva harcolt kiszolgáltatott, jogfosztott, szeretett népének felemeléséért. A második világháború alatt ezért kommunistának bélyegezték, és bebörtönözték. Hamar rájött azonban, hogy a kommunizmus nem járható út, és Magyarországnak demokratikus és független államnak kell maradnia. Így a világháború után, amikor Magyarországon épp csak elkezdődött a kommunizmus, ő már rég nem akart kommunista lenni. Nem volt hajlandó a megszálló, diktatórikus, bolsevista hatalom szolgálatába állni. Ezért 10 év átnevelő munkaszolgálatra ítélték, amit a szovjet Gulag táboraiban töltött le.

## Életútja

### Pályájának kezdete
1902. augusztus 17-én született Forrai-nagyiratoson (ma Iratosu, Románia, Arad megye). Az Erdődi család több generáción át (igazoltan 1750-től) az ősi magyar településen, Gyulaváriban élt, és földművelésből, bérmunkából tartotta el magát. Apja, Erdődi Sándor (1871–1919) korán bekövetkezett halála után édesanyja, Gy. Hajdú Zsuzsanna (1880–1949) egyedül gondoskodott gyermekei felneveléséről, taníttatásáról.
Erdődi Lajos kora ifjúságát Magyarországnak, a magyarság történetének egyik legnehezebb, legtragikusabb időszakában élte meg (I. világháború, forradalmak, román megszállás, Trianon). Az elemi iskolát a gyulavári Állami Népiskolában kitűnő eredménnyel végezte el (1910–1914). Tanulmányait a gyulai Római Katolikus Főgimnáziumban folytatta, ahol 1922-ben jó eredménnyel érettségizett, és jogot nyert egyetemi tanulmányai megkezdésére.
Az akkori háborús történések, a megélhetési nehézségek különösen nagy erőfeszítéseket követeltek tőle gimnáziumi tanulmányai eredményes elvégzéséhez. A forradalmi események, az idegen megszállás, a magyar területek elcsatolása mind érzékenyen érintették a társadalmi, politikai kérdések iránt érdeklődő fiatalembert. Mélyen átélte, saját sorsán tapasztalta meg a nagybirtokon dolgozó, bérmunkát vállaló szegény nép rettentő nehéz, elnyomott, kiszolgáltatott helyzetét. Mindezek természetes módon meghatározták gondolkodásmódját, hivatástudatát, élete célját.

### Egyetemi évei
Egyetemi tanulmányait 1922-ben kezdte meg a Magyar Pázmány Péter Tudományegyetem Jog- és Államtudományi Karán. Komoly nehézséget jelentett számára a fővárosi életbe való beilleszkedés, a rossz anyagi körülményekkel való megküzdés. A kiváló tanulmányi eredményéért kapott ösztöndíját egy ügyvédi irodában vállalt különmunkával egészítette ki.
Azonnal bekapcsolódott az egyetemi ifjúság különféle szerveződéseibe. Élénk politizálás folyt a Diákok Házában is (Hársfa utcai diákotthon). Itt ismerkedett meg többek között Püski Sándorral, Olt Károllyal, Fábián Dániellel, Kertész Dániellel, Lakatos Péter Pállal. Az ott lakó diákok többsége a szegényebb néprétegből származott, protestáns vallású volt. Így rájuk inkább jellemző volt a demokratikus gondolkodás, a népi meghatározottság, a baloldaliság, a szociális érzékenység.
Abban az időben sokan és sokféle választ kerestek a súlyos helyzet megoldására. A felelősen gondolkodó egyetemi ifjúság is sorra alakította meg szerveződéseit.
1924. december 1-jén Fábián Dániel megalapította a meglehetősen „jobboldali ízű” Haladó Magyar Ifjak Asztaltársaságát. Az alapító okiratot kilencen írták alá, közöttük Erdődi Lajos joghallgató „Fábián elválaszthatatlan barátja”.

### A Bartha Miklós Társaságban
Erdődi Lajos 1926-ban dicsérettel fejezte be egyetemi tanulmányait. Novemberben megkapta diplomáját és megkezdte ügyvédi gyakornokságát. Fábián Dániel októberben szerezte meg orvosi diplomáját és a budapesti Bethesda Kórházban kezdett el dolgozni. Decemberben Könyves Tóth Kálmán és Szász Béla megkeresésére mindketten csatlakoztak a Bartha Miklós Társasághoz, amelyet 1925. április 2-án Asztalos Miklós és Szász Béla alakított meg. Belépésük nagy nyereség volt a BMT számára, amelyben Fábián Dániel ügyvezető elnök mellett Erdődi Lajos főtitkárként vállalt tevékeny szerepet.
A Bartha Miklós Társaság néhány éves fellendülés után meggyengült. A BMT tagjainak jelentős része fokozatosan hagyta el a Társaságot. Legtöbbjük új eszmeiségüknek, ideológiájuknak megfelelő szerveződésekhez, politikai pártokhoz csatlakozott. 

### A Magyarországi Szociáldemokrata Pártban

#### Ügyvédi tevékenysége
A Magyarországi Szociáldemokrata Párt éppen ekkor dolgozta ki és – hosszú halogatás után – fogadta el agrárpolitikáját (1930). Ebben olyan agrárreformot követeltek, amely a kistulajdonosi gazdaság kialakítását irányozta elő, és ezzel kívánták elősegíteni a szegényparasztság felemelkedését. Ez a program állt legközelebb a BMT-ben kialakított földreform elképzelésekhez, a népi-paraszti alapokon felépített középosztály gondolatához. Az MSZDP legális parlamenti párt volt, jól kiépített országos szervezettel. Ez reális alapot jelentett programjuk demokratikus úton való megvalósításához. (Sajnos a később bekövetkezett bel- és külpolitikai változások áthúzták a számításokat).
Erdődi Lajos 1931 februárjában Budapesten sikeresen letette a bírói és ügyvédi vizsgáját, majd a szegedi ügyvédi kamara felvette tagjai sorába (1931. március 14). Hamarosan ügyvédi irodát nyitott Gyulán, a Kossuth téren.
Ügyvédi tevékenysége kezdettől összefonódott azzal a harcos, áldozatos, szívós munkával, amit a szegény, alsó néposztályért tett. A szegények szeretetét otthonról hozta. Soha nem szakadt el teljesen szülőhelyétől. Szüleit, rokonait, barátait folyamatosan látogatta, tartotta a kapcsolatot velük. Mindenben azonnali segítséget nyújtott harcostársainak, elvbarátainak jogi- és mozgalmi ügyekben egyaránt. Eredményesen szállt szembe a hivatali szervekkel, amikor a hatalomnak kiszolgáltatott emberek ügyeit képviselte. Ezeket az ügyeket jutányosan, sok esetben fizetség nélkül intézte, azután ki ahogyan tudta, meghálálta, kiegyenlítette tartozását.
Baráti körének kialakításában is megmutatkozott elkötelezettsége. A polgári középrétegből, a kis- és középparaszti rétegekből, a kisiparosokból, a munkások közül kerültek ki barátai. Aktivitása, munkája nyomán ismertsége és népszerűsége gyorsan nőtt. Ennek köszönhetően 1932-ben beválasztották a gyulai képviselőtestületbe is. A helyi városi, társadalmi, népjóléti közügyekben tevékenyen vett részt. Tagja lett a gyulai református egyház presbitériumának is. (Antiklerikalizmusa nem vallási, hanem társadalmi indíttatású volt).

#### Politikai tevékenysége
A gyulai (gyulavári) szociáldemokratákkal már budapesti tanulmányai idején is kapcsolatban állt, így szinte azonnal bekapcsolódott a pártmunkába. A gyulai MSZDP vezetőivel (dr. Blanár László, Ottlakán Tivadar, Király Endre) egy erős, hatékony pártot kívántak felépíteni. Megnövelték a taglétszámot (gyulaváriak bevonása). Magas színvonalú elméleti képzést (előadások, szemináriumok) indítottak el.
Naprakészen tájékozódtak a társadalmi, politikai helyzettel kapcsolatban a sajtón és a szakirodalmon (Népszava, Szocializmus, Korunk, Társadalmi Szemle stb.) keresztül. Népszerűségüknek kedvezett az általános társadalmi, politikai helyzet is. Nagy lelkesedést váltott ki az MSZDP agrárprogramja. Elutasították a pártok képviselte szocializmus felfogást, de a tudományos szocializmus módszerét elfogadták.
Dr. Erdődi Lajos a szervezésben, a pártépítésben dolgozott eredményesen, dr. Blanár László városi orvos elméleti tevékenysége volt kiemelkedő. Kiváló munka- és baráti kapcsolat épült ki közöttük. Mindez a gyulai MSZDP fellendülését, tömegbefolyásának növekedését hozta magával. Dr. Erdődi Lajos szakmai, ideológiai, történelmi, gazdasági, politikai ismeretei olyan gazdagok és széles körűek voltak, hogy minden szinten kapcsolatot tudott teremteni embertársaival. Hosszan lehetne még sorolni azokat az okokat, tetteket, amelyek következtében közvetlen bensőséges, jó kapcsolat épült ki közte és Gyula-Gyulavári (Viharsarok) népe között, akik a „nép ügyvédje” megtisztelő jelzővel illették ezért.
Az 1930-as évek ügyvédi, társadalmi, politikai tevékenységével összhangban a magánéletében is példát mutatott. Polgári „családmodellben” gondolkodott; 1933-ban feleségül vette Bencze Rózsát (1914–2003), aki élete végéig hű párja, munka- és harcostársa lett. Három gyermekük született: Tamás (1934–1985), Zelma (1939) és Levente (1944). Családi házukban (Béke sugárút 31.) békés, harmonikus családi életre rendezkedtek be, amit a történelem, a politika nem várt eseményei széttörtek.

### Első meghurcoltatása
A látványos, gyors sikerek, és népszerűségének növekedése az ellenfelek dühödt támadását váltotta ki. Gyula városa döntően polgári beállítottságú volt – fejlett kertgazdálkodással, komoly városi fejlesztésekkel. Nem alakult ki komolyabb ellenzéki (sem bal, sem jobb) pártalakulat a megyeszékhelyen. A gyulai szociáldemokrácia erősödésére aktivizálódott a város hatalmi apparátusa. Megkezdték a párt lejáratását, vezetőiket alaptalanul megvádolták, székházukat elvették. A gyulaváriak kiváltak a szervezetből. Rendezvényeiket korlátozták, vagy beszüntették. Súlyosbította a helyzetet dr. Erdődi Lajos váratlan letartóztatása 1933-ban. Egyik barátjának (Boglári Békés István) írt levele a rendőrség kezébe került. Ez és a BMT-ben, a volt baloldali barátaival való kapcsolata elegendő ok volt perbefogására és elítélésére. Az országosan foganatosított tisztogatási művelet részeként példátlanul súlyos büntetésben részesítették (kéthavi fogházbüntetés, egy évi hivatali és politikai jogvesztés mellékbüntetés).
A szegedi ügyvédi kamara kizárta soraiból és eltiltotta az ügyvédi gyakorlattól. Emiatt Gyulán a városi mandátumát is megsemmisítették, majd nagyfokú lejárató hadjáratot indítottak ellene. Ekkor sütötték rá a kommunista jelzőt is. Közben a városi MSZDP szervezetet is átszervezték, a pártmunkában is mellőzték. Végül sikerült a hatalomnak a gyulai közélettől elszigetelnie Erdődi Lajost. Ügyvédi praxisát átadta dr. Hraskó Gyulának, aki állást biztosított neki ügyvédi irodájában.
Mindez nem kedvetlenítette el, még elszántabban, konokabban folytatta mozgalmi, politikai tevékenységét.
Kiszélesítette kapcsolatait az alföldi agrárszocialista mozgalom vezetőivel. Párttevékenységet fejtett ki az Arad-Csanád megyei közéleti közösségek munkásai, a Gyula környéki falvak szegény néprétegei körében. Szervezte, tanította a gyulavári mezőgazdasági munkásokat. Ugyanezt a tevékenységet Gyulán illegalitásban végezte: pl. lakása emeleti kis szobájában tartott szemináriumokat, előadásokat a gyulai szociáldemokrata szimpatizánsoknak.
Az 1930-as évek közepétől a szociáldemokrata mozgalom különösen vidéken gyengült meg (politikai légkör megváltozása, a fennálló hatalom kíméletlen megtorlása). Ebben a helyzetben bizonyos fellendülést hozott a Tiszántúlon Takács Ferenc (országgyűlési képviselő, területi szociáldemokrata párttitkár) által vezetett nemzeti irányzatú agrárreform mozgalom (1936). Dr. Erdődi Lajos és a viharsarki szociáldemokraták kedvezően fogadták programját, és lelkesen támogatták azt. Sajnos az országos pártvezetés megbuktatta és a mozgalom elsorvadt.
Aktivizálódott a népi írók mozgalma is (Debreceniek, Bartha Miklós Társaság). 1937-ben az egyetemi ifjúság (BMT) kezdeményezésére létrejött a Márciusi Front. Programját Féja Géza állította össze, melyet Veres Péter, Erdei Ferenc, Illyés Gyula is üdvözölt. Népfront jellegű mozgalomnak indult. Októberben Makóra hívták össze a Márciusi Front képviselőit, közöttük volt Gyula képviseletében Erdődi Lajos is. A Makói Kiáltvány megerősítette programjukat. A kommunista érzelműek (Darvas József, Erdei Ferenc, Kovács Imre és társaik) politikai mozgalommá akarták alakítani a Frontot. Egység hiányában ez a jónak ígérkező mozgalom is elhalt (1939). A harmincas évek végére a Kisgazdapárt is jelentős tömegeket mozgatott meg agrárprogramjával, melyet Bajcsy-Zsilinszky Endre nemzeti radikális programja is erősített.

### A második világháború alatt
A második világháború idején a Szociáldemokrata Párt kezdetben békepolitikát hirdetett, majd a függetlenségi politika mellett szállt síkra. A belpolitikában az MSZDP- Kisgazda szövetség útját egyengették, mintegy a háború utáni időkre való felkészülésként. Míg a 30-as évek közepén lelkesen üdvözölték a szocializmust építő Szovjetuniót, addig 1941–42-től egyfajta szovjetellenesség alakult ki, félve a bolsevik hatalomátvételtől. (A szélsőbaloldaliak keresték a kapcsolatot az illegális kommunista párttal).
Erdődi Lajos is hasonlóan értékelte át eddigi nézeteit, tevékenységét. Folyamatosan tartotta a kapcsolatot budapesti barátaival, országos párt- és mozgalmi szerveződésekkel, valamint bizonyos angolszász orientációjú körökkel, akik a háborúból való kiugrást kívánták előkészíteni.
A német megszállás alatt betiltották az MSZDP-t és minden párttevékenységet. Megindult a náciellenes, baloldali pártok vezetőinek és tagjainak letartóztatása, internálása. Békés megyében a letartóztatottak között találjuk dr. Erdődi Lajost is. (Itt jegyezzük meg, hogy Erdődi Lajos politikai tevékenysége miatt eddig is állandó rendőri megfigyelés alatt állt és több mint egy tucatszor került elítélésre, internálásra: Kistarcsától Nagykanizsáig).

### A második világháború után

#### Ismét ellenzékben
Röviddel szabadulása után megtörtént a szovjet csapatok bevonulása Gyulára (1944. október 6.). A város vezetését a hadiállapotnak megfelelően szervezték át (katonai irányítás, civil végrehajtás). Gyula kórházváros lett.
Az új városi vezetőtestületet a korábbi városi ellenzék tagjaiból kívánták megszervezni. Ezzel egy időben mind sürgetőbb lett a város – az új szovjet hatalomhoz hű – politikai vezetésének kiépítése is. Dr. Erdődi Lajosra feltétlenül számítottak (korábbi politikai tevékenysége, népszerűsége miatt is) mind a város vezetésében, mind a Kommunista Párt megalakításában. Ő viszont nem volt hajlandó olyan pártot alakítani, azzal együttműködve dolgozni, amely szovjet mintájú közigazgatást, moszkovita kommunista rendszert, diktatúrát kívánt kiszolgálni. Hívei természetesen vele tartottak. A volt pártbarátai (Keresztes Mihály, Szabó András), az új gyulai vezetők és Vas Zoltán, a Vörös Hadsereg politikai osztályának megbízottja sem tudták szép szóval vagy megfélemlítéssel az együttműködésre rábírni. Ez abban az időben egyet jelentett a puskacső elé állással.
Végül néhány megtévesztett, megfélemlített ember dr. Hraskó Gyula és Szikes Antal vezetésével megalakította a gyulai Kommunista Pártot (1944. október 15.). Ezután dr. Erdődi Lajos visszavonult a politikai élettől, és a városi vezetésben sem vállalt tisztséget.
Mi indokolta ezt a kemény, konok ellenállást? Akik akkor még nem látták, vagy nem akarták látni, azok később hamarosan megtapasztalhatták a saját- és a nemzetük életében bekövetkezett kegyetlen változásokat (deportálások, internálások, államosítások stb.).
Az Igazoló Bizottságok 1945 februárjától kezdtek működni, a közalkalmazottak igazolására. Dr. Erdődi Lajos „igazolása” országos jelentőségű ügy lett. A város új vezetői ekkor szerettek volna vele végleg leszámolni. 1945. június 23-án hallgatta meg az Igazoló Bizottság Erdődi Lajost. Hamis vádak, rágalmak, igaztalan tanúvallomások (Ludvig Mátyás, dr. Marik Dénes, dr. Hraskó Gyula…) után bűnösnek találták, és őrizetbe vették. Egy soha kézhez nem vett (Kertész Lajos írásszakértő szerint is) hamis levelet is felhasználtak ellene. Óriási felháborodás kísérte az ítéletet. Ez után a népügyész felterjesztést tett a Népbíróságok Országos Tanácsához kérve azt, hogy az ügy tárgyalására jelöljön ki más népbíróságot. Ezt az indítványt a NOT elutasította. 1946. augusztus 17-én került sor a végső tárgyalásra. A tárgyalótermet kiürítették. A tömeget negyven rendőr tartotta távol. Végül dr. Erdődi Lajost felmentették az összes vád alól (védője dr. Fényes Péter volt), amit a jelenlévő tömeg kitörő üdvrivalgással fogadott.
1946-ban a politikai légkör kissé javult, még sokan hittek az új demokratikus átalakulás sikerében. 1947-től azonban teljes intenzitással megindult a megszálló hatalom diktatórikus gépezete. Január 5-én megjelent a Szabad Népben a Belügyminisztérium hivatalos közleménye, az ún. köztársaság-ellenes összeesküvések leleplezéséről. Megkezdődtek a letartóztatások, a koncepciós perek.

#### Száműzetésben aGulagon
1947. január 31-én Erdődi Lajos házánál is megállt az a bizonyos fekete autó. Az államvédelmisek és két szovjet katona „tanúkihallgatásra” vitte Budapestre. Ott átadták a szovjet állambiztonsági szerveknek. Hosszas kihallgatás és kínzás után (olyan tolmács mellett, aki sem oroszul, sem magyarul nem tudott rendesen), április 19-én a szovjet csapatok budapesti helyőrségének hadbírósága 10 év szovjetunióbeli átnevelő munkatáborban letöltendő szabadságvesztésre ítélte dr. Erdődi Lajost.
Az ellene felhozott vád hazaárulás és kémkedés volt, mivel Csomós Miklós felkérésére az Amerikai Nagykövetségnek készített, jelentéktelen adatokat tartalmazó kimutatásokat. Csomós Miklós feltehetően amerikai kém volt, aki, hogy életét mentse, mindenkit feljelentett, akivel akkoriban kapcsolatban állt. Csomós Miklós perének anyaga immár kutathatóvá vált, így az állambiztonsági iratok tanulmányozása után Erdődi Lajos életéről is többet lehet majd megtudni.
Budapesti, magyarországi meghurcoltatásairól, a vele való bánásmódról egyelőre nincs birtokunkban dokumentum. Arról is, hogy hogyan került ki a Szovjetunióba, ott mikor, hol tartózkodott és mi történt vele, csak közvetett úton, mások elbeszéléseiből, leírásaiból következtethetünk. Ő magáról, a vele történtekről nem írt le semmit. Szóban is csak nagyon keveset és elvétve, inkább csak, mint érdekességet hallottunk tőle. „Az első év szörnyű volt, azután a többi is szörnyű volt, de idővel belefásult az ember, a végén pedig őr lettem” – mesélte Simonyi Imre gyulai költőnek.
Borzalmas körülmények között dolgozott bányákban, építkezéseken, vasútépítésen, a földeken. Rózsás János, volt fogolytársa így írt róla könyvében:
„Az egyik legnagyobb műveltségű és tudású magyar volt, akivel a fogságban összehozott a sors. Sokszor beszélgettünk a barakk tövében, boldogan hallgattam színes visszaemlékezéseit, biztató szavait”.
Egy betegtársa így emlékezett rá: „… a budapesti Erdődi Lajos ügyvéd nagy politikus volt, itt is csak azzal foglalkozott, légvárakat épített. Nem tudta belátni, hogy itt mindentől meg van fosztva”.
Rabságának főbb állomásai: Karabas, Szpaszk, Volinka, Karaganda, Abogur, Aktasz, Irkutszk, Krasznojarszk, Novoszibirszk, Kuszban, Sztalinszk. Utolsó lágere: Potyma (Mordvin Autonóm Köztársaság).

### Szabadulása
Dr. Erdődi Lajos 1955-ben, a második nagy amnesztiával szabadult. A hazautazók gyűjtőtábora Lvov volt. A táborparancsnok utolsó szavai: „Teljes jogú magyar állampolgárként térhetnek haza. Rehabilitálva lettek és az egész elítélésüket, az ellenük felhozott vádakat tekintsék háborús tévedésnek. Váljanak hasznos állampolgáraivá a szocialista Magyarországnak”.
Nyíregyházáig, a fogadóállomásig nagy örömmel és bizakodással utaztak. Az ottani ÁVO-s fogadtatás azonban szertefoszlatta reményeiket. Úgy bántak velük, mint a bűnözőkkel (sokan innen magyarországi internálótáborokba kerültek). Az orvosi vizsgálat és titoktartási fogadalom aláírása után Erdődi Lajos szabadon hazautazhatott.
1955. november 24-én, 39 kg-osan érkezett meg új otthonába Budapestre a családjához, akikről addig semmit nem tudott, távol szűkebb hazájától, Gyulától, a Viharsaroktól. Szovjetunióbeli száműzetése véget ért, a magyarországi nem.
Erdődi Lajos elhurcolását megdöbbenéssel és értetlenséggel fogadták Gyulán. Hiába kutattak utána kitartóan, hollétéről nem tudtak meg semmit. A család élete ellehetetlenült. Felesége, Rózsika sehol nem tudott elhelyezkedni, nem merte senki foglalkoztatni. Házukat 1952-ben államosították. Mind nagyobb gondot okozott a három gyermek nevelése, iskoláztatása. Végül el kellett hagyniuk Gyulát. Erdődi Lajos testvére, Mária (aki akkor már Budapesten, Sashalmon élt) fogadta be házába a csonka családot. Először csak a két nagyobb gyermek költözött édesanyjukkal, aki itt már el tudott helyezkedni. Tamás szakmunkásképzőben, Zelma gimnáziumban tudta folytatni tanulmányait. Levente rokonoknál maradt Gyulán és csak később csatlakozhatott hozzájuk. Ő gyakorlatilag nem is ismerte apját.
„A családtagok, ismerősök mind tisztelettel, szeretettel beszéltek róla. Kifelé viszont úgy kellett viselkednem, mint aki nem tud arról, hol az apja. Szégyellenem kellett, tagadni, hogy van apám” – mondta később Levente.
Érkeztek nem mindig megbízható hírek apjuk hollétéről, de biztos hír csak 1955-ben jött, hogy él és jön haza! Valóság lett, amit már szinte nem is reméltek, újra együtt volt a család, ha nem is a legideálisabb körülmények között. Erdődi Lajos csak családi összeköttetés révén kapott munkát. (A Dagály melletti sporttelep salakpályáján húzta a hengert).

### Élete 1956 után
Az 1956-os forradalmat örömmel üdvözölte, de semmilyen formában nem vállalt abban szerepet. A forradalom után úgy tűnt, normalizálódnak a viszonyok, a családi helyzetük is rendeződik.
Tamás az Egyesült Államokba emigrált, és ott alapított családot. Lakáskörülményeik is javulni látszottak. Zelma férjhez ment, Levente pedig folytathatta tanulmányait (a gimnázium elvégzése után Élelmiszeripari Főiskolát végzett Szegeden). Dr. Erdődi Lajos újra ügyvédi gyakorlatot folytathatott.
Ez a helyzet nem tartott sokáig. Egy Igazságügyi Minisztériumi rendelet alapján a budapesti ügyvédi kamara hatályon kívül helyezte tagságát. Az is hamarosan bebizonyosodott, hogy állandó megfigyelése sem szűnt meg. Bár igyekezett megfelelni az elvárásoknak, a kapcsolatait is a politikamentesség alapján, a minimálisra korlátozta. Ennek ellenére egyik barátjának írt levele miatt, izgatás vádjával húsz hónap börtönbüntetésre ítélték (1960). Szabadulása után többször felkereste szülőföldjét, meglátogatta gyulai barátait (Simonyi Imre) és a gyulaváriakat. Végül a sok megpróbáltatás, csalódás lelkileg is összetörte. Nem harcolt tovább. Azonban elveiben mindvégig hitt, azokat soha fel nem adta, de látta, hogy azok életében már nem valósulhatnak meg.

## Halála
1970. szeptember 17-én halt meg, súlyos betegség után. Csepelen helyezték örök nyugalomra, ahol felesége is nyugszik. Temetésén a búcsúbeszédet – melyben méltatta munkásságát és jövőbe mutató eszmeiségét – élete végéig jó barátja, dr. Fábián Dániel mondta.

## Rehabilitálása
Amilyen küzdelmes volt Erdődi Lajos egész élete, rehabilitálása is sok nehézség közepette történt meg az évek során. Szóban, szabadulásakor azonnal megtörtént a felmentése. A hivatalos igazolások azonban valamilyen rejtélyes ok miatt nem történtek meg (az 1960-as évektől számtalanszor megkeresték a szovjet és a magyar szervek). Végre 1994-ben a Fővárosi Bíróság leiratában közölte, hogy az 1960-ban hozott ítéletet semmisnek kell tekinteni. 1996-ban Moszkvából is megérkezett az igazolás az ítélet (1947) megsemmisítéséről. Dr. Erdődi Lajos büntetlensége igazolást nyert, rehabilitálták minden szinten – igaz, jóval a halála után.

## Emlékezete

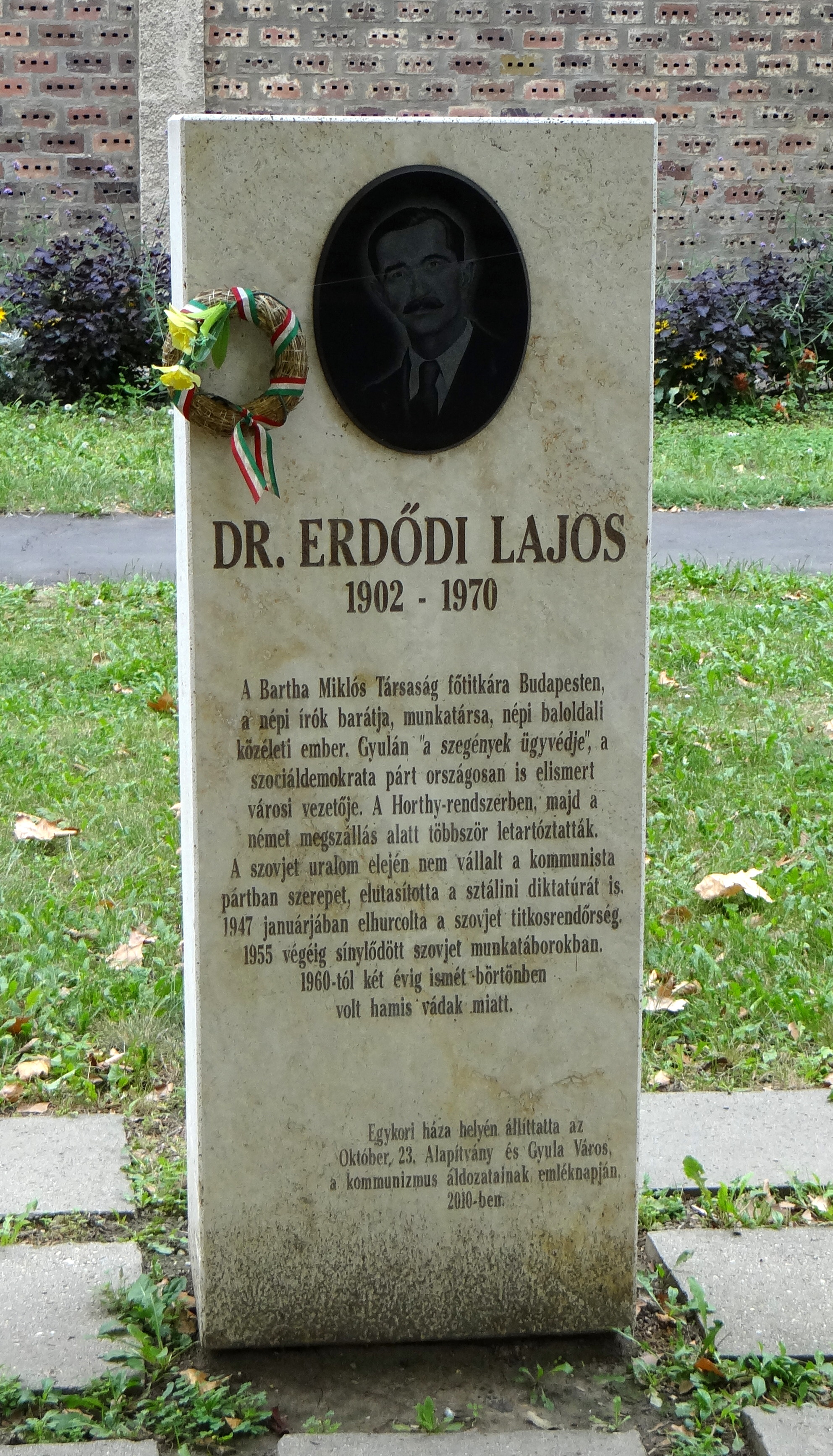
Erdődi Lajos domborműves emlékoszlopa Gyulán, a Béke sugárúton

A gyulaiak közül, akik személyesen ismerték, vagy hallottak róla, máig nagy tisztelettel emlékeznek rá.
Simonyi Imre így emlékezett: „Gyulán (a két világháború közötti városban) három igaz ember élt: Apor báró (a szegények plébánosa), Blanár doktor (a szegények orvosa) és Erdődi Lajos (a szegények ügyvédje). Mindhárman polgárok voltak, s a szegények istápolói”. Ők az életüket áldozták a népükért. „Hiszem, hogy eljön az ideje annak, hogy a mi munkánk megkapja méltó elismerését és megbecsülését… amíg ez a nép ilyen embereket küld, mint Erdődi Lajos volt, addig hitünk megalapozott” (dr. Fábián Dániel).
Gyula város önkormányzata 2010 február 25-én ünnepélyes megemlékezés keretében emléktáblát állított dr. Erdődi Lajosnak egykori házuk előtt.

## Leszármazottai
Fia Levente és lánya Zelma Budapesten élnek. Tamás (Tom Erdody) fia az Egyesült Államokban halt meg 1985-ben. Visszaemlékezéseiben (Reminiscence) beszámolt arról, hogyan jutott el az Amerikai Egyesült Államokba, és kapott amerikai állampolgárságot 1956 után, illetve megírta apja élettörténetét, személyes tapasztalatai alapján.